# Melitaea nana
Melitaea nana är en fjärilsart som beskrevs av Otto Staudinger 1871. Melitaea nana ingår i släktet Melitaea och familjen praktfjärilar. Inga underarter finns listade i Catalogue of Life.